# Teorema d'Euler
En matemàtiques, i en particular en aritmètica modular, el teorema d'Euler és un teorema, anomenat així en honor del matemàtic suís Leonhard Euler, que estableix que
| Teorema d'Euler - Sigui n un nombre natural i a un enter coprimer amb n, llavors {\displaystyle a^{\varphi (n)}\equiv 1\mod n.} on {\displaystyle \varphi } és la funció fi d'Euler i mod designa la congruència sobre els enters. |

Aquest teorema és una generalització del petit teorema de Fermat (que no tracta més que el cas on n és un nombre primer), i al seu torn és una cas particular del teorema de Carmichaël.
Aquest teorema permet simplificar el càlcul de les potències mòdul n. Per exemple, si es vol trobar el valor de {\displaystyle 7^{222}} mòdul {\displaystyle 10}, és a dir trobar a quina classe és congruent {\displaystyle 7^{222}} mòdul {\displaystyle 10}, n'hi ha prou amb veure que 7 i 10 són primers entre ells, i que {\displaystyle \varphi (10)=4}. Per tant, el teorema d'Euler indica que
{\displaystyle 7^{4}\equiv 1\mod n.}
se'n dedueix que
{\displaystyle 7^{222}\equiv 7^{4\times 55+2}\equiv (7^{4})^{55}\times 7^{2}\equiv 1^{55}\times 7^{2}\equiv 49\equiv 9\mod 10.}
Per tant, la xifra buscada és {\displaystyle 9}.